# Пальцы на окне
«Пальцы на окне», другой перевод названия «Пальцы на стекле» (англ. Fingers at the Window) — детективный фильм нуар режиссёра Чарльза Ледерера, который вышел на экраны в 1942 году.
Фильм рассказывает о серии казалось бы немотивированных убийств в Чикаго, которые совершили топором пациенты, состоящие на учёте в психиатрической клинике. Однажды вечером неудачливый актёр Оливер Даффи (Лью Эйрс) пытается защитить от возможной угрозы со стороны очередного убийцы понравившуюся ему девушку Эдвину (Лорейн Дэй), после чего включается в расследование этого дела. В конце концов, он обезвреживает злодея, которым оказывается преступный доктор (Бэзил Рэтбоун), который под гипнозом вынуждал своих пациентов убивать людей, знавших его по прежней жизни. В своё время в Париже он присвоил себе имя доктора Сантелла, когда тот умер, бросил Эдвину и вернулся в Штаты, чтобы завладеть огромным наследством Сантелла.
Современные критики положительно оценивают фильм как лёгкий и увлекательный для просмотра, в первую очередь, благодаря блистательной игре его звёзд — Лью Эйрса и Лорейн Дэй.
Это был первый фильм известного сценариста Чарльза Ледерера в качестве режиссёра и последний фильм актёра Лью Эйрса для студии Metro-Goldwyn-Mayer, после которого он в течение нескольких лет не мог работать в кино из-за отказа служить в армии во время Второй мировой войны.

## Сюжет
В Чикаго происходит серия из шести убийств с применением топора, которые совершают шестеро не связанных между собой психически больных людей. Всех убийц задерживают, однако они не могут ответить ни на один вопрос полиции. Полицейское расследование, которое возглавляет инспектор Галлахер (Чарльз Д. Браун) не может найти ключ к разгадке этих преступлений. Инспектор приглашает психиатра, доктора Кромвеля (Уолтер Кингфорд), который, осмотрев пациентов, заключает, что речь, видимо, идёт об «эпидемии» шизофрении.
Город пребывает в состоянии страха, люди боятся вечером выходить на улицу, и в результате спектакль, в котором играет молодой актёр Оливер Даффи (Лью Эйрс), закрывается. Прямо во фраке, в котором играл на сцене, Оливер ночью направляется домой. На улице он замечает мужчину с топором, который преследует молодую женщину Эдвину Браун (Лорейн Дэй). Оливер подбегает к ней и пытается предупредить об опасности, однако она заключает, что он таким образом решил с ней познакомиться. Они подходят к патрульному полицейскому, который также не верит в историю Оливера и просит его не приставать к девушке и идти своей дорогой. Несколько минут спустя на Эдвину происходит попытка нападения, однако Оливер, который всё ещё поблизости, спасает её. Поверив Оливеру, Эдвина разрешает проводить её домой и приглашает зайти в квартиру. Там Оливер видит фотографию Эдвины в балетной пачке, и она рассказывает, что несколько лет назад училась балету в Париже. Оливер приглашает Эдвину следующим вечером вместе поужинать, и в этот момент он как будто видит нечто подозрительное за её окном. Оливеру тревожно оставлять девушку на ночь одну, и он просит Эдвину тщательно закрыть все окна, а сам незаметно берёт ключи от её квартиры и подушку, после чего, попрощавшись с ней, устраивается на ночлег на пожарной лестнице под её окнами.
На следующий вечер Оливер присылает в концертный зал, где работает Эдвина, такси, которое довозит её до дома. Оливер открывает ей дверь, рассказывая, что всю прошлую ночь провёл под её окнами, надеясь поймать преступника, которого видел в окне. Оливер просит Эдвину довериться ему, после чего излагает ей план, как заманить в квартиру и поймать преступника. Действительно, вскоре через окно в квартиру забирается человек с топором, которого Оливеру удаётся задержать, после чего они вызывают полицию. В полицейском участке инспектор Галлахер допрашивает Эдвину как единственную жертву нападения, которая осталась жива, но Эдвина понятия не имеет, почему этот человек хотел её убить. Задержанный вновь оказывается сумасшедшим, который не в состоянии отвечать на вопросы. Тем не менее, Оливер замечает, как тот перекладывает на столе листочки бумаги с казалось бы бессмысленными записями на них (Оливер позднее догадывается, что это слова, написанные в зеркальном изображении). Оливер даёт одну бумажку Эдвине в качестве сувенира, после чего полиция поселяет её на ночь в гостинице под своей охраной. Когда они подходят к номеру, Оливер видит, что кто-то снял топор с пожарного щита рядом с дверью. Оливер бросается в погоню по лестнице, однако убегающему мужчине удаётся скрыться во дворе. Вернувшись в номер к Эдвине, Оливер с уверенностью заявляет, что попытка уже второго человека убить её свидетельствует о том, что она не случайная жертва, а кто-то целенаправленно за ней охотится. Значит, и все другие убийства не были случайными и связаны общей причиной. Эдвина не может поверить в то, что кто-то её так сильно ненавидит. По просьбе Оливера она вспоминает, что когда она жила в Париже, у неё был один неприятный инцидент, связанный с мужчиной, однако, как она утверждает, то дело не имеет никакого отношения к убийствам в Чикаго. Её учитель танцев вымогал у неё деньги за уроки, заявляя, что сделает из неё большую звезду, что, как она теперь понимает, было обманом. Оливер однако не верит в её историю, и заявив, что до сих пор не женат, потому что все женщины лгут, в раздражённом состоянии уходит. Тем не менее, Оливер снова тайно проводит ночь, охраняя Эдвину. Тем временем человек, которого он преследовал, идёт в дом доктора Х. Сантелла, где в него кто-то стреляет и убивает.
Позже, в полицейском участке Оливер предлагает инспектору Галлахеру свою теорию о том, что «голоса», о которых говорят все убийцы, реальны, а не воображаемы. По его мнению, кто-то гипнотизирует различных людей, чтобы они совершали преступления. Однако инспектор не верит в эту теорию «злого гения», стоящего за убийствами, и просит дать возможность полиции самой разобраться в этом деле, тем более, что у них появилась зацепка — имена всех лиц, совершивших убийства, начинаются на букву «Б». Взяв такси, Оливер направляется домой, и в дороге по радио слышит объявление, что за раскрытие этого дела газета объявила награду в 25 тысяч долларов. Он также случайно выясняет с помощью зеркала, что на бумажках сумасшедший писал адрес психиатрической клиники, и направляется туда. Чтобы попасть внутрь клиники, Оливеру приходится имитировать сумасшествие. Затем он проникает в кабинет профессора Иммельмана (Майлс Мэндер), где, отвлекая его своим экстравагантным шизофреническим поведением, успевает заглянуть в его картотеку на букву «Б» и выяснить, что все душевнобольные, которые совершили преступления, были пациентами этой клиники. Поскольку доступ к картотеке имеют только психиатры, Оливер заключает, что человеком, стоящий за всеми убийствами, является психиатр, использующий гипноз. Оливер сбегает из больницы, забирает Эдвину и вместе с ней направляется на собрание психиатрического общества, где она, возможно, сможет кого-то узнать. Эдвина однако никого не узнаёт, при этом выясняется, что на собрание не приехал доктор Сантелл, доклад которого зачитывает другой психиатр.
После этого Оливер везёт Эдвину к доктору Сантеллу. Дверь открывает экономка доктора, сообщая, что в данный момент тот занят. Между тем, увидев в дверной проём Эдвину, Сантелл посылает своего ассистента Пола поговорить с ней и с Оливером, выдав себя за доктора Сантелла. Этого человека Эдвина, естественно, не узнаёт, и расследование заходит в тупик. Выйдя из дома, они направляются на станцию надземного метро, не видя, что доктор Сантелл незаметно следует вслед за ними. Когда они стоят у края платформы, Сантелл толкает Оливера в спину под колёса проходящего поезда. Оливер однако успевает проскользнуть между шпал и зацепиться руками за одну из них, а затем спрыгнуть вниз на дорогу. Хотя Оливер и не получает серьёзных травм, его отправляют в больницу, где его навещает Эдвина. Она, наконец, рассказывает ему свою тайну. В Париже у неё был жених, психиатр Цезарь Феррари, однако когда незадолго до свадьбы их совместное фото попало в газеты, Цезарь исчез, и с тех пор она о нём ничего не слышала. Эдвина объясняет, что скрывала от Оливера этот факт, потому что боялась, что он подумает, что раз мужчина бросил её накануне свадьбы, то из-за этого он будет считать её несерьёзной и не женится на ней. В ответ Оливер заявляет, что очень рад тому, что она не лгунья, и они объясняются друг другу в любви. Они решают пожениться, как только раскроют дело и получат обещанную награду.
После этого медсестра даёт Оливеру успокоительное, и он засыпает, а Эдвина уходит. В этот момент в палату проникает доктор Сантелл. Он вводит Оливеру смертельную дозу инсулина, и когда тот в поту просыпается, требует сказать, где находится Эдвина. Оливер однако ничего не говорит и теряет сознание. Сантелл бросает Оливера и уходит. Когда он проходит по коридору, Эдвина, которая в сестринской пьёт чай, видит его, узнавая в нём Цезаря Феррари. Медсестра говорит, что это доктор Сантелл, после чего Эдвина выбегает, чтобы проследить за ним. Тем временем, медсестра заходит в палату к Оливеру, обнаруживая, что тот в коме. Она тут же вызывает доктора, который быстро устанавливает, что у Оливера состояние инсулинового шока, и спасает ему жизнь. Когда Оливер выходит из комы, медсестра рассказывает ему об Эдвине, и он немедленно звонит Галлахеру. Тот однако не верит в версию, что Сантелл является организатором убийств, так как, по словам доктора Кромвелла, доктор Сантелл — это известный учёный с международной репутацией, который не так давно переехал в Чикаго из Парижа. При этом доктор Кромвелл оговаривается, что ни разу не видел Сантелла лично. Галахер заключает, что Оливер и есть тот ненормальный, который является организатором убийств, и направляет группу полицейских, чтобы спасти от него Эдвину.
Тем временем Эдвина преследует Сантелла до его дома, где тот, заметив её, заставляет войти внутрь. Там человек, которого она знала как Цезаря Феррари, достаёт пистолет и рассказывает Эдвине, что в Париже он был учеником у настоящего доктора Сантелла. Однако вскоре после того, как Сантелл получил известие из США, что ему досталось крупное наследство, он скоропостижно скончался. Цезарь решил воспользоваться ситуацией, он выдал себя за доктора Сантелла, приехал в США и получил наследство. И, чтобы его никто не мог разоблачить как самозванца, он последовательно убивал всех тех людей в Чикаго, которые знали его по Парижу как Цезаря. Теперь, по словам Цезаря, в живых осталась лишь одна Эдвина, и он намерен решить вопрос с ней. Пытаясь остановить Цезаря, Эдвина заявляет, что в Чикаго живёт её подруга по Парижу, которая также может разоблачить его. Отвлекая внимание Цезаря, Эдвина пытается бежать, однако Цезарь хватает и бьёт её, лишая сознания. В этот момент в дом стучит полиция, прибывая спасать «Сантелла» и Эдвину от Оливера. Цезарь прячет Эдвину в шкафу и впускает полицию, заявляя, что её в доме нет. В этот момент через окно в дом проникает Оливер, которого полиция пытается арестовать как сумасшедшего убийцу. Однако в гостиной на полу Оливер находит листок бумаги с каракулями сумасшедшего, который Оливер отдал Эдвине. Полиция понимает, что Цезарь прячет Эдвину в доме, после чего тот, понимая, что разоблачён, пытается бежать. При попытке к бегству Цезарь стреляет в полицейских, однако Галлахер ответным выстрелом убивает его. Когда Эдвину находят в шкафу, она говорит, что Оливер должен немедленно жениться на ней, потому что она больше не хочет провести ни одной ночи в одиночестве.

## В ролях
- Лью Эйрс — Оливер Даффи
- Лорейн Дэй — Эдвина Браун
- Бэзил Рэтбоун — Д. Х. Сантелл
- Уолтер Кингфорд — доктор Кромвелл
- Майлс Мэндер — доктор Курт Иммельман
- Чарльз Д. Браун — инспектор Галлахер
- Клифф Кларк — лейтенант Эллисон
- Джеймс Флэвин — лейтенант Шеффер
- Расселл Глизон — Огилви
- Уильям Теннен — Девлан
- Марк Дэниелс — Хэгуэй
- Берт Роуч — Крам
- Расселл Хикс — доктор Чендли
- Чарльз Вагенхейм — Фред Биксли
- Роберт Хоманс — офицер О’Гэррити

В титрах не указаны
- Байрон Фолджер — птичник
- Лестер Дорр — фотограф

## Создатели фильма и исполнители главных ролей
Это был первый из трёх фильмов, которые сценарист Чарльз Ледерер поставил в качестве режиссёра. Как сценарист Ледерер работал над 40 фильмами, среди которых «Поцелуй смерти» (1947), «Розовая лошадь» (1947), «Нечто из иного мира» (1951), «Джентльмены предпочитают блондинок» (1953) и «Одиннадцать друзей Оушена» (1960).
В 1930 году Лью Эйрс сыграл разочарованного молодого немецкого солдата в антивоенном фильме Льюиса Майлстоуна по роману Эриха Марии Ремарка «На Западном фронте без перемен» (1930), что, по мнению многих, дало толчок формированию у него пацифистских настроений. В 1930-е годы у Эйрса была успешная карьера на студии MGM, где он сыграл в таких фильмах, как криминальная драма «Ворота в Ад» (1930) и криминальная комедия «Ночной мир» (1932), романтические комедии «Ярмарка штата» (1933) и «Праздник» (1938), а начиная с медицинской мелодрамы «Молодой доктор Килдэр» (1938) вплоть до 1942 года сыграл заглавную роль в девяти фильмах про доктора Килдэра. Именно по роли чувственного, тонкого доктора Килдэра публика того времени знала Эйрса лучше всего.
«Пальцы на окне» стал последним фильмом Эйрса, в котором он снялся на судии Metro-Goldwyn-Meyer, и его последним фильмом вплоть до окончания Второй мировой войны. Вскоре после начала предварительных просмотров этого фильма Эйрс объявил себя отказником совести по отношению к войне и в результате был заключён в лагерь для интернированных. Согласно информации «Голливуд Репортер», MGM была озабочена возможной неблагоприятной реакцией общества на статус Эйрса и отказалась от запланированных дальнейших съёмок фильмов о докторе Килдэре. В 1942 году «общественное возмущение в тот момент, когда остальные кинозвёзды, включая короля MGM Кларка Гейбла отправлялись на войну, означало, что возможности Эйрса получать роли растаяли». Прокатчики отказывались показывать его фильмы, и их изымали из проката. Популярность актёра достигла самого дна, и студии несли его в неофициальный черный список. По словам историка кино Кэветта Биниона, «несмотря на его популярность в роли доктора Килдэра, звездный потенциал Эйрса быстро угас».
К середине апреля 1942 года Эйрс попросил изменить его статус с отказника совести на «не участвующего в боевых действиях» (нон-комбатанта) и поступил на службу в Медицинские войска. Как отмечает историк кино Роджер Фристоу, Эйрс, в своё время удачно взятый на роль доктора благодаря своему прежнему медицинскому образованию, добровольно пожелал стать нон-комбатантом и исполнять соответствующие обязанности во время войны, работая как медик, зарекомендовав себя при этом под огнём на поле боя. Позднее он служил также помощником капеллана.
К этому моменту «паника» ослабла, и фильм вышел на экраны без проблем. Большинство отзывов в связи с премьерой фильма в Нью-Йорке упоминали лишь слегка или не упоминали вовсе о проблемах Эйрса, хотя «Нью-Йорк Геральд Трибюн» написала, что это было возможно его последнее появление на экране, а Кейт Камерон написала в своей рецензии в «Нью-Йорк Дейли Ньюз» о фильме следующее: «Изменившийся статус Лью, или общественное любопытство хорошенько рассмотреть актёра, который имел неосторожность бросить вызов общественному мнению и поставить под угрозу свою карьеру на экране ради своих принципов, должен объяснить переполненный театр, который приветствовал Лью».
Как льмечает историк кино Деннис Шварц, остракизм с имени Эйрса в конце концов был снят, но не раньше, чем это нанесло значительный ущерб его карьере. Отчасти успокоенная, после окончания войны публика снова приняла Эйрса в кино, когда в 1946 году он сыграл главную мужскую роль в фильме нуар студии Universal Pictures «Тёмное зеркало». В дальнейшем Эйрс исполнил несколько хороших ролей и даже был номинирован на премию «Оскар» за лучшую мужскую роль доброго доктора в фильме «Джонни Белинда» (1948). Но, как пишет Фристоу, «старые обиды, похоже, умирают с трудом, и большая часть его работы вплоть до его смерти в 1996 году была во второстепенных фильмах и телевизионных программах».
В 1939—1942 года Лорейн Дэй играла главную женскую роль медсестры Мэри Ламонт, в которую влюблён герой Эйрса, в семи фильмах про доктора Килдэра. Поскольку MGM готовила её к более крупным ролям, она была исключена из этого киносериала, после фильма «День свадьбы доктора Килдэра» (1941), в котором её героиню убивают накануне свадьбы. Дэй сыграла также в таких фильмах, как «Иностранный корреспондент» (1940) Хичкока, «Путешествие за Маргарет» (1942), «Мистер Счастливчик» (1943), «Медальон» (1946) и «Великий и могучий» (1954). С 1947 по 1960 год Дэй была замужем за известным бейсбольным менеджером Лео Дорошером, и в эти годы была известна как «Первая леди бейсбола».
Бэзил Рэтбоун дважды номинировался на «Оскар» за роли второго плана в фильмах «Ромео и Джульетта» (1936) и «Если бы я был королём» (1938). Он также сыграл заметные роли в фильмах «Давид Копперфильд» (1935), «Одиссея капитана Блада» (1935) и «Приключения Робина Гуда» (1938), однако более всего он известен по исполнению роли Шерлока Холмса в четырнадцати фильмах в период 1939—1946 годов.

## История создания фильма
Бэзил Рэтбоун, который был большой звездой во время создания этого фильма, сыграл в нём сравнительно небольшую роль злодея. Как полагает историк кино Деннис Шварц, «он согласился на эту роль, потому что съёмки фильма заняли всего два дня, и он уложился в это время в перерывах между дублями, когда снимался в фильме „Перекресток“ (1942)».
Звезда фильма Лью Эйрс снисходительно сказал про этот фильм в одном из интервью: «Это то, что делают актёры, когда им нужна работа».
Фильм находился в производстве с 21 декабря 1941 года до середины января 1942 года. Премьера фильма состоялась в Нью-Йорке 22 апреля 1942 года, и в том же месяце он вышел на экраны.

## Оценка фильма критикой
Фильм получил благоприятные отзывы современной критики. Так, историк кино Деннис Шварц назвал картину «остросюжетным триллером категории B, превосходно выстроенным в широком диапазоне жанров от комедии до ужаса». Хотя по мнению критика, сама «история совершенно тёмная и неясная, однако игра звёзд блистательна». Как полагает Шварц, «между Дэй и Эйрсом существует отличная химия». Она играет красивую девчонку, которая «настолько наивна, что не говорит Эйрсу, кто может за ней охотиться, потому что думает, что он может не захотеть быть с ней после того, как она скажет ему, что была помолвлена с кем-то, кто ее бросил». Эйрс очарователен в роли непонятого актера, который «забавно заявляет, что будет только с женщиной, которая не лжёт. Вместе они составляют привлекательную пару, привнося в свои роли удивительное ощущение лёгкости».
По мнению историка кино Каветта Биниона, фильм представляет собой «забавную, хотя так и не получившую дальнейшего воплощения заявку на серию триллеров с участием дуэта по раскрытию преступлений в составе Эйрса и Дэй». Бинион отмечает, что этот «детектив выигрывает прежде всего благодаря хорошей игре исполнителей главных ролей». Как полагает критик, «хотя моменты саспенса довольно хорошо выстроены», тем не менее, «они слишком часто разбавляются некоторыми довольно непродуманными комическими эпизодами».
Как пишет историк кино Крейг Батлер, «это небольшой фильм, но один из довольно приятных, и смотрится легко». Конечно, у него есть «несколько проблем, и большинство из них связаны со сценарием, который порой уходит в сторону волнений и тревог просто потому, что для этого наступает подходящее время, а не потому, что это необходимо для сюжетного развития. Он также смешивает комедию с саспенсом и ужасами, что иногда делается не в правильных пропорциях, порой ослабляя задуманный юмор и/или страшный момент». Кроме того, некоторые вопросы по сюжету так и остаются без ответа. Как далее пишет Батлер, «несмотря на то, что фильм снят на довольно скромном бюджете, он все же может похвастаться некоторыми приятными эффектами в стиле нуар». В целом, по мнению критика, «это милый маленький детектив с убийствами — нетребовательный, но достигающий своей цели».
Батлер особенно выделяет игру исполнителей главных ролей, указывая, что «Лью Эйрс и Лорейн Дэй — это такая приятная компания, что большинство зрителей не обращают внимания на проблемы со сценарием и наслаждаются лёгкой химией между двумя звёздами». «Надёжную и мощную игру» предлагает также Бэзил Рэтбоун, который «чудесно зловещ». Шварц также отмечает, что «Рэтбоун, как всегда, ехиден и зловещ, гипнотизируя неизлечимых сумасшедших пациентов, чтобы убить семерых человек в этом городе, которые узнали бы его по парижским временам».